# 臺中市第十四期市地重劃區
臺中市第十四期市地重劃區（簡稱十四期重劃區，官方稱 十四期美和庄市地重劃）位於臺灣臺中市北屯區，屬於台中市三大新興重劃區之一，也是台中市近 40 年來開發面積最大的重劃區。該區重劃前為環繞四張犁地區聚落外圍農業生產地帶。

## 簡介
為臺中市目前面積第二大的重劃區（僅次於第四期重劃區），整體開發區第9、10、11單元的範圍。
- 建築用地面積：219.9278公頃

## 開發範圍
開發地區為四張犁、庄及陳平地區

重劃面積約：403.39公頃
- 東：以30M-8、20M-29計畫道路與農業區為界
- 西：以25M-8、25m-11計畫道路及衛道中學邊界、台電變電所向南延伸至大連北街24巷為界
- 南：以原有鄰路住宅區邊線及計畫道路為界
- 北：以八十公尺環中路北側邊線為界

### 工程規劃
- 第一區：同榮里(根基營造股份有限公司)
- 第二區：仁美里(川順營造股份有限公司)
- 第三區：松觀里(明發營造股份有限公司)
- 第四區：仁和里，分為A標(利德工程股份有限公司)、B標(瑞鋒營造股份有限公司)
- 第五區：仁德里，分為A標(森榮營造股份有限公司)、B標(興安營造股份有限公司)
- 第六區: 水湳里(利德工程股份有限公司)

### 土地使用
- 商業區：4.8%
- 住宅區：49%
- 公共設施：46.2%

## 鄰近設施
- 台中市立四張犁國民中學
- 台中市北屯區四張犁國民小學
- 四張犁公園
- 台中洲際棒球場
- 三分埔圳
- 馬禮遜美國學校
- 台灣電力公司中區施工處
- 衛道中學

## 交通

### 主要道路
- 快官霧峰線14 北屯二北屯二交流道、16 崇德崇德交流道
- 環中路一段
- 松竹路三段
- 昌平路二段
- 崇德路三段
- 后庄路
- 敦化路一段
- 四平路

### 大眾運輸
- 台中市公車
  - 8、12、14、28、58、71、127